# 畢玉
畢玉（1425年—？），字廷璽，直隸大河衛人，明朝政治人物。進士出身。

## 生平
應天府鄉第一百七十五名。天順元年（1457年）丁丑科會試第九十三名，殿試登進士第三甲第一百七十八名。

## 家族
曾祖畢震。祖父畢昇。父亲畢文德，曾任寇帶官。